# Unione Sportiva Sassuolo Calcio
Unione Sportiva Sassuolo Calcio é um clube de futebol italiano da cidade de Sassuolo, na região da Emília-Romanha, fundado em 1920. Atualmente disputa a Serie A.
As suas cores são o verde e o preto. Suas partidas acontecem no Stadium Città del Tricolore, na cidade de Reggio Emilia, uma vez que seu estádio, o Stadio Enzo Ricci, não possui condições para receber partidas da Série A. Entre 2008 e 2013, mandou os jogos no Stadio Alberto Braglia, em Módena, pelo mesmo motivo.

## História
Em sua história, o Sassuolo esteve presente em sua maioria em ligas inferiores da Itália até chegar à Série C1 (atual Lega Pro Prima Divisione) em 2006. Na temporada 2007-08, sob o comando de Massimiliano Allegri (atual técnico da Juventus), o clube conseguiu o acesso para a Série B, tendo desempenhos satisfatórios (7º colocado em 2008-09, 4º em 2009-2010 - eliminado no play-off de acesso para o Torino, 16º em 2010-11 e 3º em 2011-12, perdendo para a Sampdoria também nos play-off's.
O sucesso só veio na temporada 2012-2013, com o sucesso e o título da Série B com gol aos 51 minutos em jogo emocionante e participou pela primeira vez da Série A. No mesmo ano, o time foi convocado para participar do Torneio TIM, sendo na primeira participação no torneio, o título do campeonato sobre o Milan.
Na temporada 2014-15, o time veio embalado pela permanência na Série A (terminando na 17ª colocação na temporada 2013-14), com uma sequência de vitórias esplêndida na reta final e terminando na 12ª colocação. A melhor temporada de sua história foi em 2015-2016, terminando na 6ª colocação e garantindo uma vaga nos play-off's da Europa League 2016-2017.
Na temporada 2023–24, a equipe faz uma péssima campanha na Série A e acabando terminando em 19° lugar e sendo rebaixado para a Série B pela primeira vez em sua história.
Na temporada 2024-25 o clube retorna a Série A após conquistar o título da Série B.

## Títulos
| Nacionais | Nacionais                     | Nacionais | Nacionais        |
|           | Competição                    | Títulos   | Temporadas       |
| --------- | ----------------------------- | --------- | ---------------- |
|           | Campeonato Italiano - Série B | 2         | 2012-13, 2024-25 |